# 索隆恰基
46°38′40″N 31°49′3″E / 46.64444°N 31.81750°E
索隆恰基（烏克蘭語：Солончаки），是烏克蘭南部的村莊，隸屬尼古拉耶夫州的尼古拉耶夫區。該村面積0.68平方公里，海拔高度29米，2001年人口615，人口密度每平方公里904.4人。